# Modelagem tridimensional

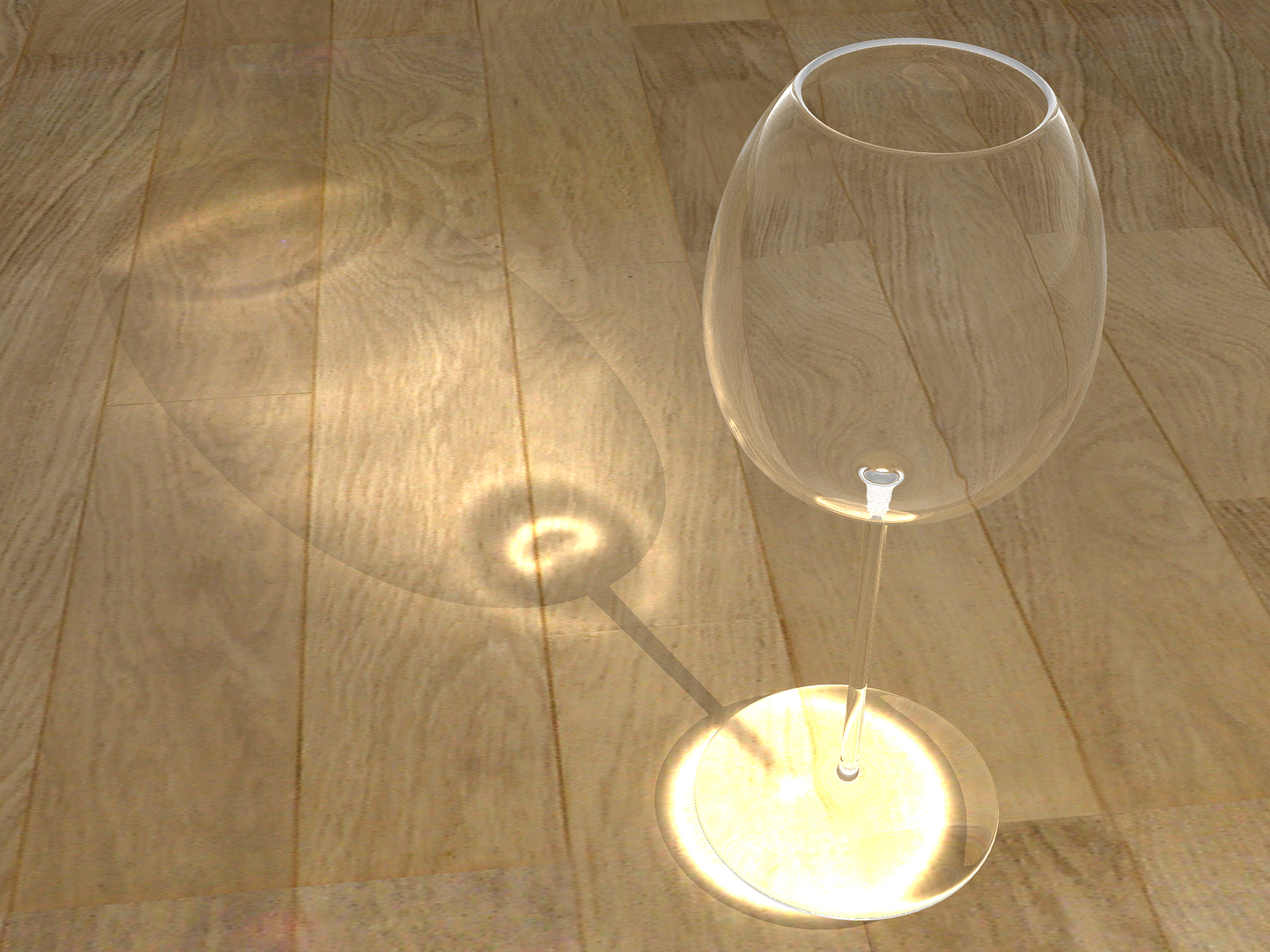
Renderização de uma cena tridimensional gerada no POV-Ray

Em Ciência da computação, modelagem tridimensional (português brasileiro) ou modelação tridimensional (português europeu) (ou 3D). Em computação gráfica 3D, modelagem 3D é o processo de desenvolver uma representação matemática baseada em coordenadas de uma superfície de um objeto (inanimado ou vivo) em três dimensões através de software especializado, manipulando arestas, vértices e polígonos em um espaço 3D simulado.
Os modelos tridimensionais (3D) representam um corpo físico usando uma coleção de pontos no espaço 3D, conectados por várias entidades geométricas, como triângulos, linhas, superfícies curvas, etc. Sendo uma coleção de dados (pontos e outras informações), os modelos 3D podem ser criados manualmente, algoritmicamente (modelagem processual), ou por digitalização. Suas superfícies podem ser definidas com mapeamento de textura.

## Esboço
O produto é chamado de modelo 3D, enquanto alguém que trabalha com modelos 3D pode ser referido como um artista 3D ou um modelador 3D.
Um modelo 3D também pode ser exibido como uma imagem bidimensional através de um processo chamado renderização 3D ou usado em uma simulação computacional de fenômenos físicos.
Os modelos 3D podem ser criados automaticamente ou manualmente. O processo de modelagem manual de preparação de dados geométricos para computação gráfica 3D é semelhante às artes plásticas, como a escultura. O modelo 3D pode ser criado fisicamente usando dispositivos de impressão 3D que formam camadas 2D do modelo com material tridimensional, uma camada de cada vez. Sem um modelo 3D, uma impressão 3D não é possível.
Software de modelagem 3D é uma classe de software de computação gráfica 3D usado para produzir modelos 3D. Programas individuais dessa classe são chamados de aplicativos de modelagem.

## Tecnologias e Categorias de Superfícies na Modelagem 3D para Design de Produtos
Para o design de produtos, além da modelagem por meios de faces poligonais, existem os programas que são baseados na tecnologia NURBS como o Rhinoceros e o Alias, os quais permitem a prototipagem dos modelos. As superfícies virtuais têm sido analisadas e divididas nas seguintes categorias:
- G0, que representa a interseção entre dois planos (posição),
- G1, que é obtida por tangência,
- G2, são superfícies orgânicas que podem ser relacionadas com as Superfícies de Bézier,
- G3 e G4 são obtidas por meio de modelagem matemática.

A continuidade G4 caracteriza a chamada superfície Classe A. Existem softwares especializados na análise e modelagem de superfícies Classe A como o Icem Surf.

## Processo

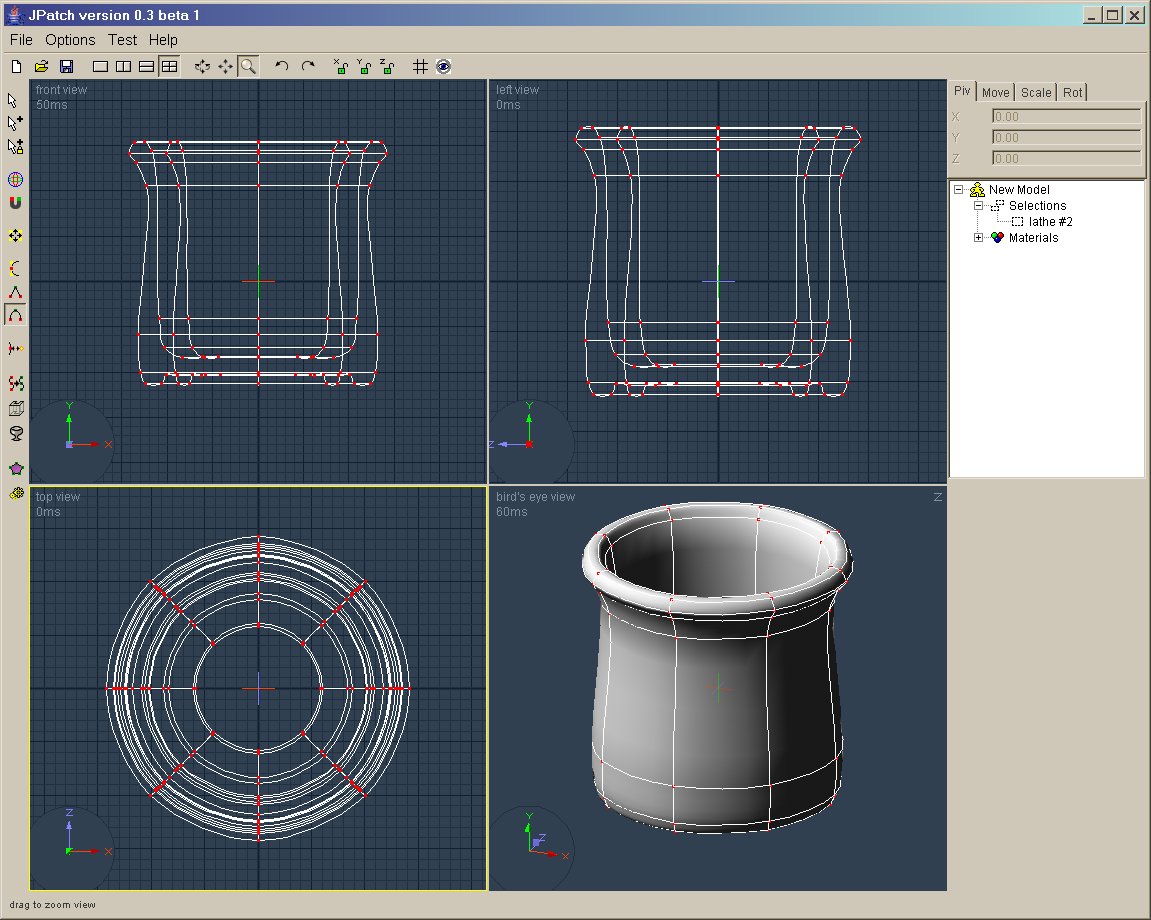
Processo de modelagem tridimensional, várias etapas são necessárias para geração da cena

Para a geração de modelagem tridimensional são necessários recursos de software e hardware adequados. O processo é usualmente dividido em três fases. Sendo que cada uma destas fases possui etapas mais específicas.
- Modelagem
- Configuração do layout da cena
  - Mapeamento
  - Iluminação
  - Geração de câmeras
- Geração de cena
  - Renderização (still images)
  - Animação
- Prototipagem de produtos[8]

## Listagem de softwares

Reconstrução facial forense de uma múmia feita no Blender 3D

Existem inúmeros softwares de qualidade para o desenvolvimento de modelagem 3D. A listagem abaixo contempla software proprietário e software livre.

### Softwares proprietários
- 3ds Max
- Autodesk Inventor
- Autodesk Maya
- Autodesk Softimage
- Cinema 4D
- Gmax
- Lightwave
- MicroStation
- Rhinoceros 3D
- SketchUp
- Solidworks
- ZBrush

### Softwares livres
- Art of Illusion
- Blender
- KPovModeler
- Metasequoia
- POV-Ray
- Wings 3D